# 拉脱维亚铁路历史博物馆
拉脱维亚铁路历史博物馆是一个铁路博物馆，在里加和叶尔加瓦都设有展馆，致力于展示拉脱维亚的铁路历史及其发展前景。该博物馆是拉脱维亚铁路公司的结构单位。该博物馆收藏了波罗的海地区最大的宽轨车辆。

## 里加的铁路博物馆

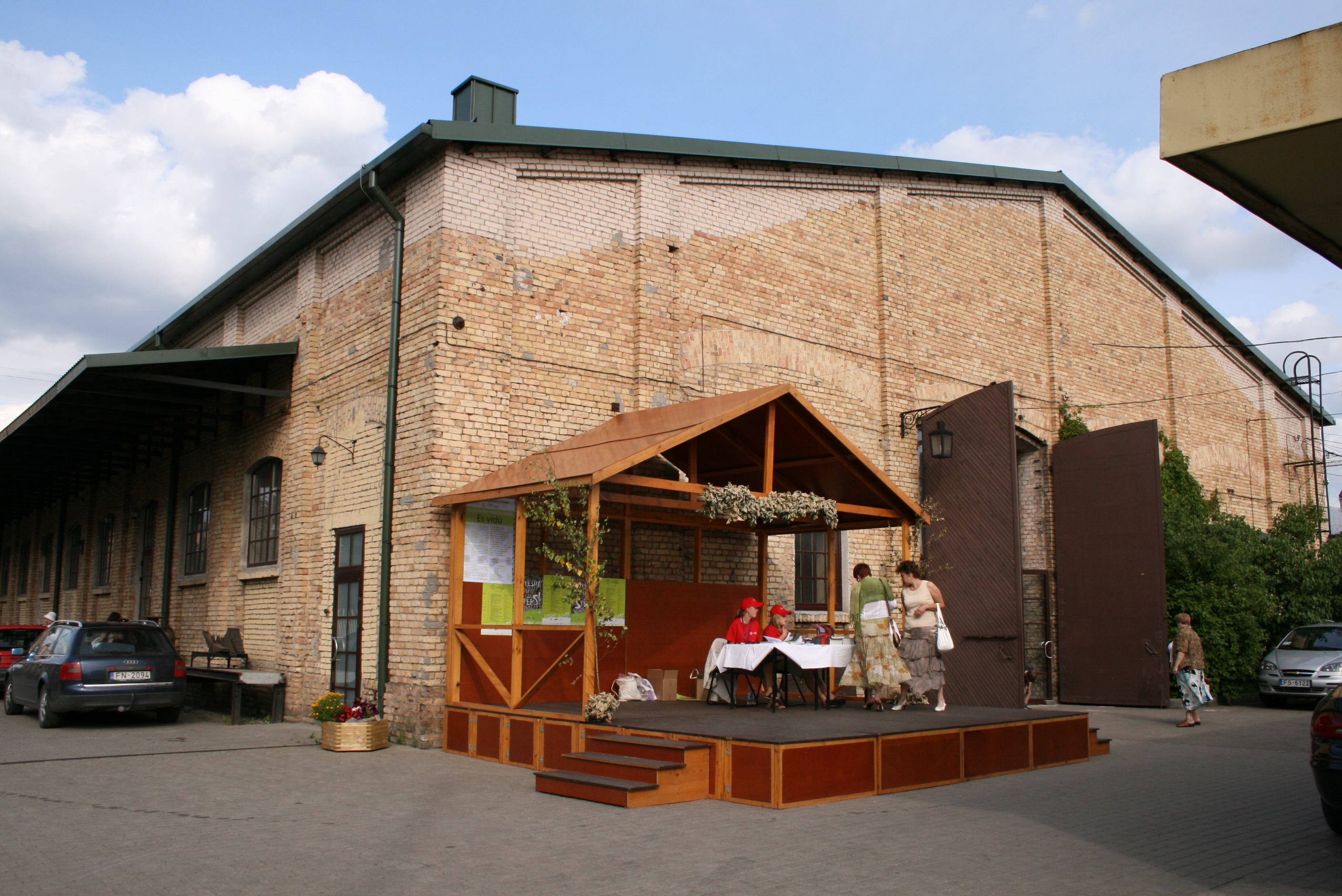
里加铁路博物馆大楼

里加的博物馆展厅位于建于19世纪在帕尔道加瓦街区的机车修理店，靠近被称为“光之城堡”的拉脱维亚国家图书馆主楼。它成立于1994年8月30日，包含1000多个与铁路相关的项目。在展览中可以看到与拉脱维亚铁路相关的制服、车票、火车时刻表和其他物品的样本。在博物馆外，可以看到铁路机车车辆——在拉脱维亚运营的机车、货车和其他铁路设备。

## 博物馆叶尔加瓦分馆
叶尔加瓦博物馆分馆于1982年12月24日对公众开放；而到了1991年，铁路博物馆迁至一座建于1903年，位于叶尔加瓦火车站附近的铁路工人住宅。展品包括信号灯、联轴器、手推车、机车轮对、消防栓、平交道口设备和其他与拉脱维亚铁路相关的物件。